# Escadrille 8S
L’escadrille 8S (aussi connue comme « escadrille du calao », son insigne représentant cet oiseau) est une escadrille de l'aéronautique navale française. Créée en 1945 et dissoute en 1959, elle a participé à toute la guerre d'Indochine et au début de la guerre d'Algérie. Elle fut stationnée à Haïphong et Cát Lái, en Indochine française (de nos jours, le Viêt Nam), puis à Alger. Elle fut recréée en 1966 à Hao pour participer aux essais nucléaires français, et à nouveau dissoute en 1967. 